# Deléte
Deléte (szlovákul: Daletice) község Szlovákiában, az Eperjesi kerület Kisszebeni járásában.

## Fekvése
Eperjestől 15 km-re nyugatra, Kisszebentől 8 km-re délnyugatra, a Kis-Szinye és a Nagy-Szinye-patak között fekszik.

## Története
A 18. század végén Vályi András így ír róla: „DELETE. vagy Delite, Daleticza. Tót falu Sáros Vármegyében, földes Ura Szinyei Uraság, lakosai katolikusok, fekszik Ternyének szomszédságában, mellynek filiája, határja középszerű, réttye, legelője elég, de mivel nehezen miveltetik, és erdeje sem igen használtathatik, harmadik Osztálybéli.”
Fényes Elek 1851-ben kiadott geográfiai szótárában így ír a faluról: „Deléthe, (Dalecice), Sáros v. tót falu, Jernye fil. 54 római, 38 gör. kath., 21 evang. lak. F. u. Szinnyei Merzse nemz. Ut. p. Bertót.”
A trianoni diktátum előtt Sáros vármegye Kisszebeni járásához tartozott.

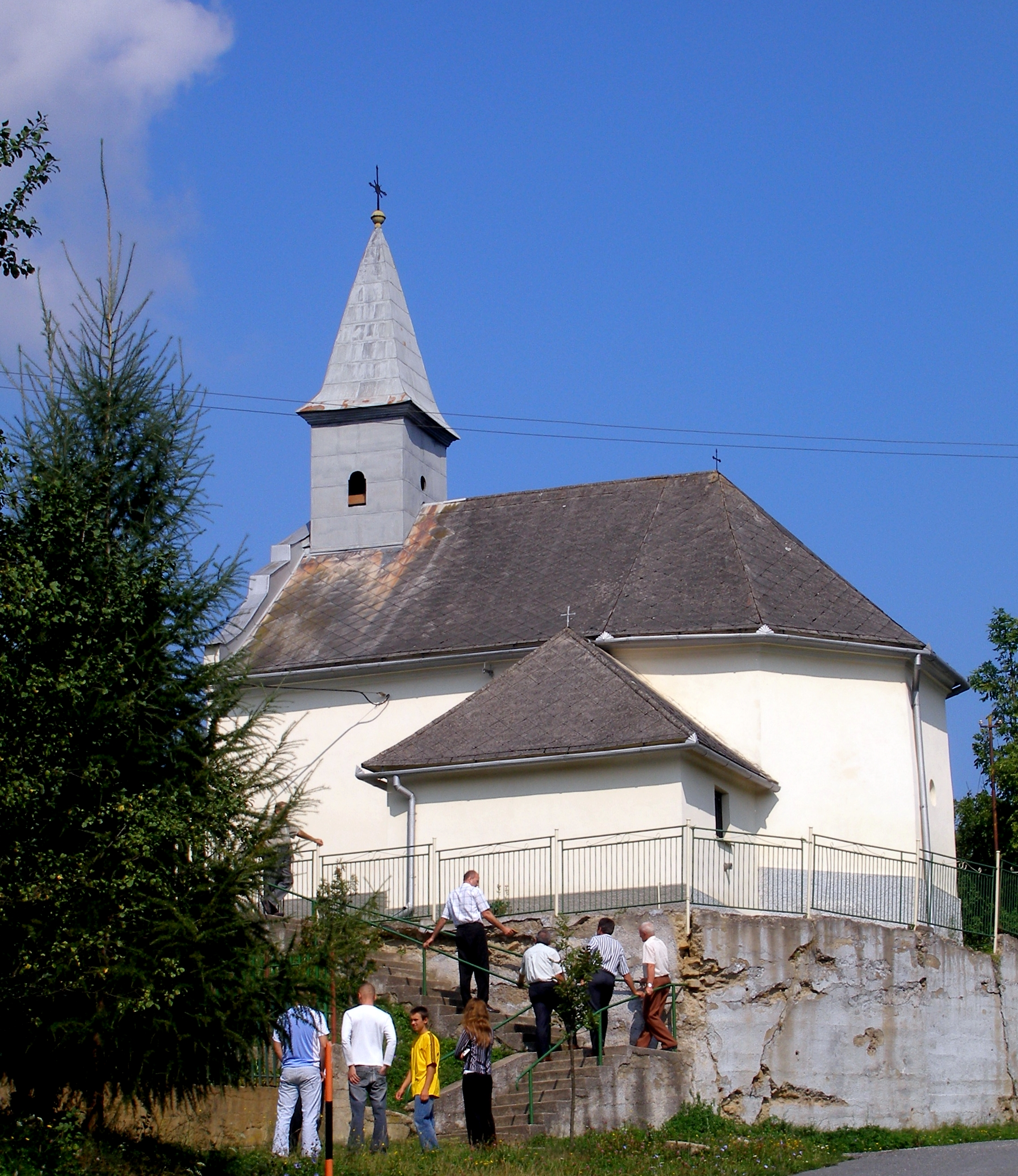

## Népessége
| Év:            | 1994. | 2004.    | 2014. | 2024. |
| -------------- | ----- | -------- | ----- | ----- |
| Emberek száma: | 121   | 100      | 100   | 95    |
| Eltérés:       |       | -17,35 % | +0 %  | -5 %  |

| Év:            | 2023. | 2024. |
| -------------- | ----- | ----- |
| Emberek száma: | 95    | 95    |
| Eltérés:       |       | +0 %  |

1910-ben 144, túlnyomórészt szlovák lakosa volt.
2001-ben 107 szlovák lakosa volt.
2011-ben 99 lakosából 98 szlovák.